# Gobiesox marijeanae
Gobiesox marijeanae — вид риб родини Присоскоперові (Gobiesocidae). Вид зустрічається на сході Тихого океану  біля острова Сан-Хуаніто з Трес-Мар'янських островів, що належать  Мексиці. Риба сягає завдовжки 5,4 см.